# ダニエル・ビド
ダニエル・ビド（Daniel Vidot、1990年2月8日 - ）は、オーストラリアのクイーンズランド州ブリスベン出身のプロレスラー、元ラグビー選手。
現在はザイオン(Xyon)のリングネームで活動。

## 来歴

### ラグビー
2009NRLシーズンのラウンド18 で、ビドは、ニューカッスル・ナイツと契約。ペンリス パンサーズとの第18 ラウンドで、ビドは、27-14での敗戦。2009NRLで8 試合に出場し、6トライを記録した。
2010年は、25 試合で16トライを記録し、レイダースの最高トライスコアラーとなった。
2011年8月30日、レイダースがクイーンズランド・カップでサウスズ・ローガン・マグパイズでプレーした。ビドは、2011NRLを12試合でプレーし、5トライを記録。
2012NRLシーズンのラウンド 3 で、セントジョージ・イラワラ・ドラゴンズでのデビューを果たした。最終的に20試合に出場し、5トライを記録。
2013年4月20日、ビドは、パシフィック・ラグビー・リーグ・インターナショナルでトンガと対戦し、36 対 4 で敗北。
2014年、カンタベリー-バンクスタウンブルドッグスと対戦するも、18-12敗北。2014年5月3日、ビドは、2014パシフィック・ラグビーリーグ・インターナショナルのサモア代表に選ばれ、フィジーと対戦し、32-16で勝利。最終的に、23試合に出場し、8トライを記録。
ビドは、26-16 の勝利で、ゴールド・コースト・タイタンズとのラウンド5でリコールを獲得。2015年5月2日、ビドは、2015 ポリネシアン・カップでサモア代表としてトンガ戦に出場し、18-16で勝利。最終的に、8 試合に出場し、4トライを記録。
2016年、スーパーリーグへの移籍に加えて、WWEのトライアルに参加。ラグビーには10試合に出場し、6回のトライを記録。シーズン終了後、ビドは、オーストラリアの帰国のため、解雇された。
2017年、ビドはタイタンズと1年契約を結び、オークランド・ナインズチームに指名された。ビドは、3試合に出場し、2トライを記録。同年、ラグビー引退を表明した。

### プロレス
2018年5月、ビドはWWEと契約を結んだ。
2020年4月24日、NXTにてデビューを果した。10月20日、リングネームをザイオン・クインと変更。2021年7月16日、クインは、オデッセイ・ジョーンズとチームを組み、オースティン・セオリーとハリー・スミスに敗北。 8月24日デビューし、ボアとの試合で勝利を収めた。9月3日、クインは、アンドレ・チェイスを破り、9月24日にオニー・ローカンに勝利し、もう一度ローカンと対戦し勝利した。12月7日、クインは、サントス・エスコバーと対戦するも敗北。2月25日、クインは、ジェームズ・ドレイクに敗れた。5月31日、クインは、ウェス・リーと戦ったが、敗北。10月4日、ハンク・ウォーカーと対戦し、勝利。クインは、11月10日、MainEventで戸澤陽と対戦して勝利。
その後、二度、オバ・フェミと対戦し、勝利を収める。
2024年3月、SmackDownに出場し、ブロン・ブレイカーに敗北。同年4月20日、WWEを解雇される。
以降はオール・エリート・レスリングや全日本プロレスに参戦。

## 入場曲
- Run 現在使用中